# Jacques Spetgens

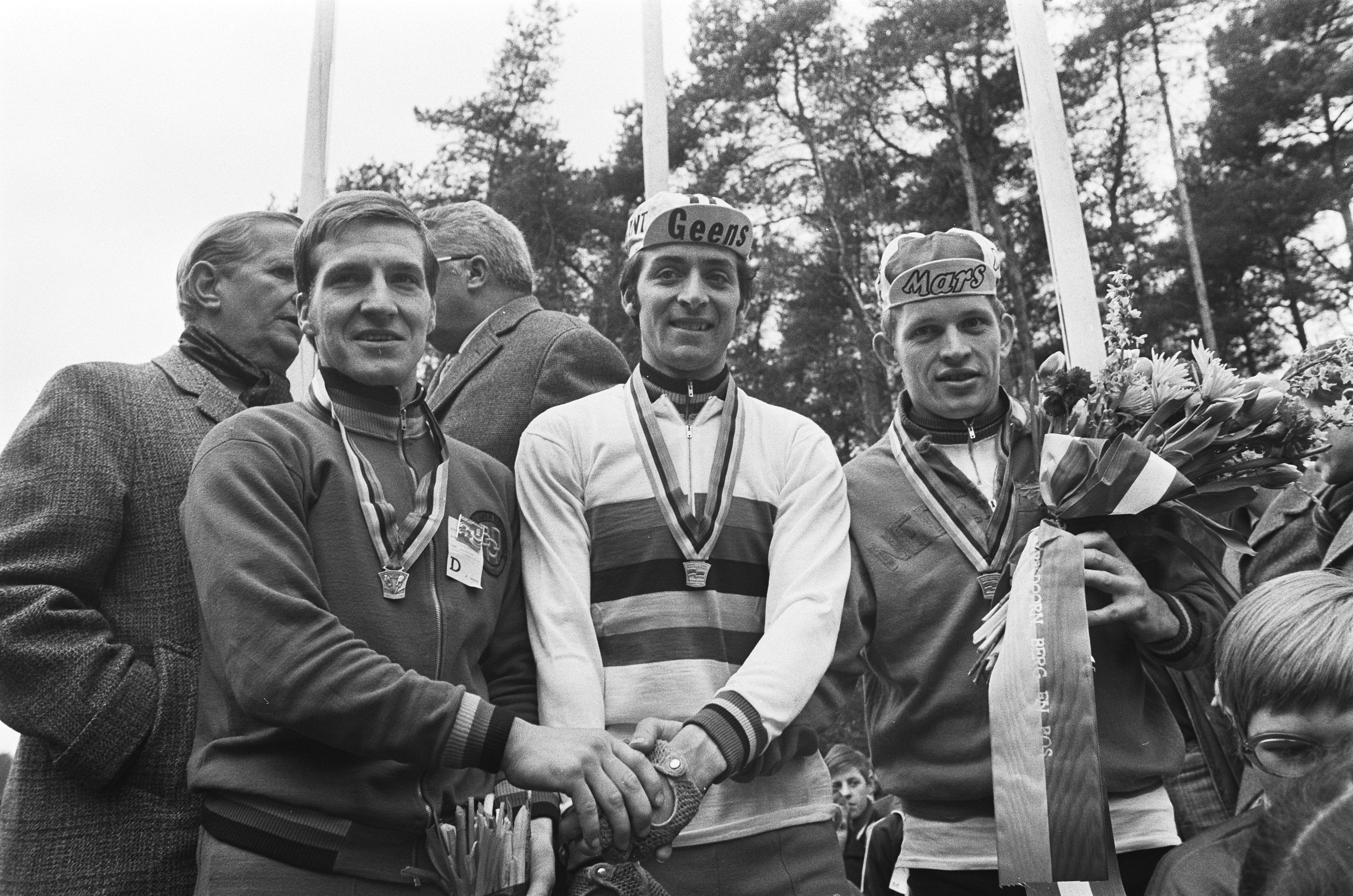
Von links nach rechts: Dieter Uebing, Robert Vermeire, Jacques Spetgens

Jacques Spetgens (* 1950) ist ein ehemaliger niederländischer Radrennfahrer und nationaler Meister im Radsport.

## Sportliche Laufbahn
Spetgens war im Querfeldeinrennen (heutige Bezeichnung Cyclocross) aktiv. Bei den UCI-Cyclocross-Weltmeisterschaften 1971 gewann er beim Sieg von Robert Vermeire die Bronzemedaille im Rennen der Amateure. Bei der nationalen Meisterschaft 1971 kam er auf den zweiten Rang, der ihm die Startberechtigung zur Weltmeisterschaft einbrachte. 1974 wurde er hinter Gerrit Scheffer Vize-Meister. Bei den UCI-Cyclocross-Weltmeisterschaften 1970 wurde er 17., 1974 30. im Amateurwettbewerb.

## Familiäres
Sein Bruder Jan Spetgens war ebenfalls Radrennfahrer.